# ليلى الفداغ
ليلى بنت حسين الفدَّاغ هي المدير العام للمتحف الوطني السعودي بالعاصمة السعودية الرياض، عينت في ديسمبر 2020م، بقرار مجلس أمناء المتحف الوطني برئاسة الأمير بدر بن عبد الله بن فرحان وزير الثقافة.
شغلت قبل ذلك منصب مدير المتاحف والمعارض بمركز الملك عبدالعزيز الثقافي العالمي "إثراء" (مبادرة من أرامكو السعودية) بمحافظة الظهران في المنطقة الشرقية، المملكة العربية السعودية.

## نُبذة
تخرجت الفداغ بدرجة البكالوريوس من جامعة العلوم والفنون في أوكلاهوما عام 2006. وفي عام 2009 حصلت على درجة الماجستير في الدراسات العالمية من نفس المؤسسة. في عام 2010 بدأت العمل كمقيمة في مركز الملك عبد العزيز الثقافي العالمي. في مايو 2017 تمت ترقيتها إلى منصب رئيس المتحف والمعارض هناك. دعمت تطوير أول متحف للأطفال في المملكة العربية السعودية، فضلاً عن المشاركة في تأسيس جائزة إثراء للفنون. الجائزة شراكة مع شركة أرامكو السعودية. في عام 2018 عملت على عرض غرفة عمرها 250 عامًا كانت قد أزيلت من منزل بدمشق عام 1978، والتي كانت محفوظة في المخزن حتى عرضها في المتحف لأول مرة.
في يناير 2021، تم تعيين الفداغ مديرًا للمتحف الوطني للمملكة العربية السعودية. من المتوقع أن تقود تحسينات في تجربة الزائر خلال فترة عملها.

## روابط خارجية
- Art Career Lecture: Laila Al Faddagh and Aaron Linn, 2021